# Evapotranspiration
Evapotranspiration er den samlede fordampning fra jordoverfladen (evaporation) og fra planternes overflade (transpiration). Pr. døgn kan den ikke overstige 5 liter vand pr. m². Ud fra dette tal kan man beregne det maksimale tab af vand pr. døgn, når man kender arealet af planternes drypzoner. Bladenes areal er nemlig i gennemsnit 4-5 gange så stort som dette areal.
Man kan skelne mellem potentiel evapotranspiration og aktuel evapotranspiration.
Potentiel evapotranspiration angiver "den af klimaet betingede maksimale fordampning fra et areal med en tæt, ensartet, grøn og voksende afgrøde, der dækker et betydeligt område og er optimalt forsynet med vand." Definitionen angiver, at der ikke må være forhold, som hæmmer planternes vækst så som mangel på næringsstoffer (gødning). Den potentielle evapotranspiration kan bruges til at undersøge, om der er vand nok i et bestemt område til at sikre potentiel fordampning. Hvis dette ikke er tilfældet, er der grundlag for at vande, hvis høsten af en afgrøde skal blive optimal.
Aktuel evapotranspiration angiver den faktiske fordampning fra en afgrødedækket jord. Denne kan ifølge sagens natur kun være mindre end eller lig med den potentielle evapotranspiration, og dette vil bero på, om den tilførte vandmængde er optimal eller ej.

## Betydning for plantevæksten
Ovennævnte forhold har betydning for plantevæksten, herunder for afgrøder.
Nedbørsunderskud betegner en situation, hvor nedbøren ikke er stor nok til, at planter kan fordampe potentielt. I så fald må der enten vandes, eller planterne må tære på det vandindhold, der findes i jorden. Man taler i denne forbindelse om markkapacitet, hvilket betegner det vandindhold, der findes i jorden efter vandmætning og nedsivning. Markkapacitet er med andre ord den største vandmængde, som en bestemt jordart kan tilbageholde trods tyngdekraften.
Visnegrænsen betegner det vandindhold, der stadig findes i jorden, når en plante begynder at visne på grund af vandmangel. Når vandindholdet i jorden er under denne grænse, vil det tilbageværende vand ikke være tilgængeligt for planterne. Den vandmængde, som ligger mellem markkapacitet og visnegrænse, betegnes den maksimalt tilgængelige vandmængde. Forskellen mellem aktuelt vandindhold og visnegrænsen betegner den aktuelt tilgængelige vandmængde.

## Litteratuer
- Bent Hasholt: "Jordens hydrologi" (Geografisk Orientering 1976 Nr. 5; s. 354-366)